# Wollert Konow
Wollert Konow (ur. 16 sierpnia 1845 w Stend, zm. 15 marca 1924) – norweski polityk związany z Liberalną Partią Lewicy, wnuk Adama Oehlenschlägera.
W czasie swojej kariery pełnił różne funkcje polityczno-rządowe, był ministrem spraw wewnętrznych w latach 1891–1893, rolnictwa (1898–1902) oraz premierem Norwegii w okresie 1910–1912.